# Examinarea derivatelor
În calculul diferențial examinarea derivatelor folosește  derivatele unei funcții pentru a afla punctele sale critice. Examinarea derivatei de ordinul întâi dă pozițiile punctelor staționare ale funcției și pentru fiecare punct dacă este un maxim local, un minim local sau  un punct șa. Examinarea derivatei de ordinul al doilea dă pozițiile punctelor de inflexiune și informații asupra orientării concavității funcției.

## Studiul derivatei de ordinul întâi
Prima derivată examinează proprietățile de monotonie ale unei funcții monotone, adică intervalele pe care funcția este crescătoare sau descrescătoare, concentrându-se în anumite puncte din domeniul de definiție al funcției. Dacă într-un anumit punct funcția trece de la creștere la descreștere, atunci acolo funcția va avea un maxim local. Similar, dacă acolo funcția trece de la scădere la creștere, atunci acolo va avea un minim local. Dacă funcția nu își schimbă tendința și rămâne în creștere sau rămâne în descreștere, atunci acolo nu există un extrem local.
Se poate examina monotonia unei funcții fără a calcula rădăcinile derivatei. Totuși, acest calcul este de obicei util deoarece există condiții suficiente care garantează proprietățile de monotonie în intervalele calculate, condiții care au aplicabilitate la marea majoritate a funcțiilor care pot fi întâlnite.
Proprietatea derivatelor de a indica extremele unei funcții este demonstrată matematic de teorema lui Fermat a punctelor staționare.

### Aplicații
Examinarea primei derivate este utilă în rezolvarea problemelor de optimizare din fizică, economie și inginerie. Împreună cu teorema valorii extreme, poate fi folosită pentru a găsi maximul și minimul absolut al unei funcții reale definită pe un  interval închis și mărginit. Împreună cu alte informații, cum ar fi concavitatea, punctele de inflexiune și asimptotele, poate fi folosită pentru a schița graficul unei funcții.

## Studiul derivatei de ordinul al doilea
După stabilirea punctelor critice ale unei funcții, derivata a doua se poate folosi pentru a determina dacă acelea sunt maxime sau minime. Dacă funcția este derivabilă a doua oară într-un punct critic, atunci:
- dacă {\displaystyle f''(x)<0}, atunci {\displaystyle f} are în {\displaystyle x} un maxim local;
- dacă {\displaystyle f''(x)>0}, atunci {\displaystyle f} are în {\displaystyle x} un minim local;
- dacă {\displaystyle f''(x)=0}, testul este neconcludent.

### Determinarea concavității
O altă funcție a derivatei a doua este de a determina dacă într-un anumit punct funcția este concavă sau convexă. În punctul x funcția f este concavă dacă {\displaystyle f''(x)<0} și convexă dacă {\displaystyle f''(x)>0}. Însă nu se garantează că orice rădăcină a derivatei a doua indică schimbarea direcției concavității, adică un punct de inflexiune. De exemplu, derivata a doua a funcției {\displaystyle f(x)=x^{4}} are valoarea 0 în {\displaystyle x=0,} dar acolo nu este un punct de inflexiune.

### Studiul derivatelor de ordin superior
Aceste derivate pot determina punctele critice, respectiv maximele și minimele unei game mai largi de funcții decât prima și a doua derivată. A doua derivată este cazul particular din relațiile următoare pentru n = 1.
Fie f o funcție reală derivabilă de câte ori este necesar pe intervalul {\displaystyle I\subset \mathbb {R} }, fie {\displaystyle c\in I} și fie {\displaystyle n\geq 1} un număr natural. Și fie ca derivatele lui f până la derivata de ordinul n inclusiv să fie 0 în c, însă derivata de ordinul n+1 să fie diferită de 0:
{\displaystyle f'(c)=\cdots =f^{(n)}(c)=0\quad } și {\displaystyle \quad f^{(n+1)}(c)\neq 0.}
Există patru posibilități, primele două cazuri în care c este un extrem, următoarele două în care c este un punct de inflexiune:
- Dacă n este impar și {\displaystyle f^{(n+1)}(c)<0}, atunci c este un maxim local.
- Dacă n este impar și {\displaystyle f^{(n+1)}(c)>0}, atunci c este un minim local.
- Dacă n este par și {\displaystyle f^{(n+1)}(c)<0}, atunci c este un punct de inflexiune strict în descreștere.
- Dacă n este par și {\displaystyle f^{(n+1)}(c)>0}, atunci c este un punct de inflexiune strict în creștere.

### Exemplu
Fie studiul derivatelor funcției {\displaystyle f(x)=x^{6}+5} în punctul {\displaystyle x=0}. Se calculează derivatele funcției și apoi se evaluează valoarea lor în punctul de interes până când rezultatul este diferit de zero.
{\displaystyle f'(x)=6x^{5}}, {\displaystyle f'(0)=0;}
{\displaystyle f''(x)=30x^{4}}, {\displaystyle f''(0)=0;}
{\displaystyle f^{(3)}(x)=120x^{3}}, {\displaystyle f^{(3)}(0)=0;}
{\displaystyle f^{(4)}(x)=360x^{2}}, {\displaystyle f^{(4)}(0)=0;}
{\displaystyle f^{(5)}(x)=720x}, {\displaystyle f^{(5)}(0)=0;}
{\displaystyle f^{(6)}(x)=720}, {\displaystyle f^{(6)}(0)=720.}
În punctul {\displaystyle x=0}, toate derivatele funcției {\displaystyle x^{6}+5} sunt zero, cu excepția derivatei de ordinul al șaselea, care este pozitivă. Deci n = 5, iar rezultatul spune că acolo este un minim local.

## Cazul funcțiilor de mai multe variabile
Pentru o funcție de mai multe variabile studiul derivatelor de ordinul al doilea se face prin calculul valorilor proprii ale matricei hessiene a funcției în punctul critic. Presupunând că toate derivatele parțiale de ordinul doi ale f sunt continue în vecinătatea unui punct critic x, atunci dacă valorile proprii ale lui hessienei în x sunt toate pozitive, x este un minim local. Dacă valorile proprii sunt negative, atunci x este un maxim local și dacă unele sunt pozitive și altele negative, atunci punctul este un punct șa. Dacă matricea hessiană este o matrice singulară, atunci rezultatul este neconcludent.